# Afrikáner Párt
Az Afrikáner Párt egy dél-afrikai jobboldali párt volt 1941 és 1951 között.

## Története
1939. szeptember 4-én a dél-afrikai parlament megszavazta a háborús deklarációt a Harmadik Birodalommal szemben, annak ellenére, hogy azt a parlament legnagyobb pártjának, az Egyesült Pártnak a vezetője, James Hertzog miniszterelnök nem támogatta. Hertzog ezek után kilépett a pártjából, megalakítva a Néppártot, mely 1941-ben egyesült Daniël François Malan Megtisztított Nemzeti Pártjával (GNP). Miután nem sokkal később Malanból is kiábrándult, Hertzog végleg visszavonult a politikától, így a Néppárt korábbi tagjai, valamint egy kisebb csoport az Egyesült Pártból kivált, megalakítva az Afrikáner Pártot.
A párt vezetője feloszlatásáig Nicolaas Havenga maradt.
Az 1948-as dél-afrikai általános választásokon Malan Újraegyesült Nemzeti Pártja (HNP) és az Afrikáner Párt megállapodtak, hogy bizonyos választókerületekben nem fognak egymás ellen jelöltet állítani. Így miután a HNP-nek nem sikerült elég mandátumot szereznie a Népgyűlésben, hogy elérje az abszolút többséget, koalícióra lépett az Afrikáner Párttal.
1951-ben a párt egyesült a Nemzeti Párttal.

## Ideológiája
Az Afrikáner Párt nagyjából a Nemzeti Párt ideológiáját követte. Ez alól kivételt képezett a párt viszonyulása a kevert etnikumúakhoz, akiket Havenga ugyanúgy afrikánereknek tartott, azzal az egy kikötéssel, hogy a fehéreknek és a keverteknek külön-külön előnyösebb a fejlődésük.

## Fordítás
Ez a szócikk részben vagy egészben  az   Afrikanerparty című afrikaans Wikipédia-szócikk fordításán alapul.  Az eredeti cikk szerkesztőit annak laptörténete sorolja fel. Ez a jelzés csupán a megfogalmazás eredetét és a szerzői jogokat jelzi, nem szolgál a cikkben szereplő információk forrásmegjelöléseként.